# Jager Music Awards
Jager Music Awards (ранее Jagermeister Indie Awards) — премия независимой музыки, присуждаемая ежегодно с 2014 года. Победителей в каждой номинации определяет жюри, состоящее из экспертов музыкальной индустрии: в основном из известных музыкантов и журналистов.
Премия создана компанией Jägermeister по образу австралийской премии Jagermeister Indie Awards. Организацией премии занимается агентство Stereotactic.

## История
Многие критики и музыканты отмечали, что молодым исполнителям сложно получить ротации на телевидении и радио, где выбор материала часто консервативен. На вопрос, в чём заключается главная проблема инди-музыки в России, члены жюри 2014 года отвечали так: в отсутствии «разработанной институциональной системы, доносящей творчество музыкантов до конечного потребителя: слушателя», в отсутствии «полноценной индустрии».
Идея организовать Jagermeister Indie Awards принадлежит Алексею Дымарскому, креативному директору агентства Stereotactic. Вот как прокомментировал создание премии продюсер агентства, Сергей Широколов:
В 2014 году произошел большой перелом в российской музыке. Слушатели начали проявлять гораздо больший интерес к местной музыке. Возникли паблики и каналы, посвященные локальным исполнителям. О них стали активно писать и крупные медиа. Самое главное — выросло и число желающих заниматься музыкой в России. Именно тогда и возникла наша премия, мы хотели попытаться ухватить дух времени.Сергей Широколов
Проект задумывался как независимая премия, которая будет отмечать молодых и прогрессивных музыкантов. Вот как высказался о целях проекта бренд-менеджер Jagermeister Михаил Ирзак: «До этого года в России не было премии, которая отмечает успехи в актуальной музыке сегодняшнего момента. Большие телепремии-концерты, пафосные званые ужины под прикрытием, высоколобые междусобойчики были, а вот мероприятия, охватывающего все многообразие современной музыки, не было».
Премия была впервые присуждена в 2014 году. Основных номинаций изначально было шесть: «Группа года», «Сингл года», «Видео года», «Электронный артист», «Хип-хоп-артист» и «Рок/метал-артист». В отдельной номинации «Young Blood» соревнуются начинающие музыканты. Победители основных номинаций получают сертификат на приобретение музыкального оборудования, а победители в номинации «Young Blood» получают возможность съёмки профессионального видеоклипа. Изначально система голосования была устроена таким образом, что на каждом этапе интернет-голосования из двух исполнителей выбирался лучший, но это, по словам Широколова, не понравилось ни номинантам, ни интернет-публике, и уже в 2015 году систему сменили на простое голосование.
Экспертный совет, состоящий из музыкальных журналистов, музыкантов, промоутеров, продюсеров и других работников индустрии, определяет шорт-лист номинантов, а затем выбирает победителя. Параллельно ведётся интернет-голосование на сайте премии: победители интернет-голосования получают дополнительные голоса в голосовании совета.
Первую церемонию награждения Jagermeister Indie Awards в 2014 году планировалось провести в клубе «Солянка», но из-за проблем с законом мероприятие пришлось в последний момент переносить в другое место. В итоге вручение наград прошло 20 ноября в одном из зданий предприятия «Трёхгорная мануфактура». На церемонии выступили Дельфин, Антон Маскелиаде и другие музыканты. В экспертный состав вошли журналисты: Артемий Троицкий, Армас Викстрем, Игорь Шулинский, Даниил Трабун, Андрей Никитин, Георгий Биргер, Денис Бояринов, Саша Сколков, Дмитрий Демидов; музыканты Дельфин и Лигалайз и другие.
В 2015 году в рамках проекта помимо вручения наград, состоявшегося 20 ноября в клубе «Конструктор», также проходили выступления независимых музыкантов, в том числе групп ГШ, Спасибо, Буерак, Ploho и других. В экспертный состав вошли в том числе Александр Горбачев, Артемий Троицкий, Даниил Трабун, Андрей Никитин, Денис Бояринов, Саша Сколков; музыканты Лигалайз и Илья Лагутенко и другие. Появились новые номинации: «Лейбл года», «Событие года» и «DJ года».
В 2017 году церемония вручения прошла в клубе «Хлебозавод». Появилась новая номинация: «Вклад в индустрию», а в экспертный совет вошёл в том числе и победитель прошлых лет, музыкант Mujuice. Номинация People’s Choice разделилась на несколько номинаций по странам: жители России, Украины, Беларуси и Казахстана голосуют отдельно.
В 2018 году церемония прошла 16 ноября в клубе «Правда». На церемонии выступили такие музыканты, как Кровосток, Bad Zu, IC3PEAK, Казускома, Bumble Beezy, Meltdown Boys и Kraater, а также актёр Александр Горчилин и американский хип-хоп-коллектив Ho99o9. В составе экспертного совета, помимо прочих, вошли Сергей Мудрик, Андрей Никитин, Артемий Троицкий, Олег Нестеров и музыканты Mujuice и Влади.
В 2019 году ведущим церемонии вручения наград, прошедшей 14 ноября в клубе «1930 Moscow», был актёр Пётр Скворцов. На премии выступили Mujuice, Масло чёрного тмина, Хадн дадн, ИльяМазо, Антоха MC, RSAC, Лиса и Cream Soda.
В 2020 году из-за пандемии COVID-19 церемонии вручения наград не было; вместо неё был онлайн показан документальный фильм о независимых музыкантах, в котором между объявлением победителей в номинациях были включены живые выступления музыкантов. Среди выступивших были Пасош, Увула, Moa Pillar, Ушко, Недры и другие, также в фильме появились Хлеб, Dequine, Томми Кэш, Илья Лагутенко, Cream Soda. Список номинаций был изменён; появилась новая номинация «#SaveTheNight», в которой были представлены проекты музыкальной индустрии, активно действовавшие во время пандемии.

## Номинанты и победители

### 2014
Основной источник
Сингл года
- «Нельзя сказать короче» — Самое Большое Простое Число
- «Keep Pretending» — On-The-Go
- «Satellite» — Pompeya
- «Сто дней» — Наадя

Видео года
- «Dirty» — Mujuice
- «Brother» — On-The-Go
- «Гроза» — Берген Кремер
- «Нельзя сказать короче» — Самое Большое Простое Число

Группа года
- Самое Большое Простое Число
- Наадя
- Окуджав
- Труд

Электронный артист
- Mujuice
- OL.
- Pixelord
- Vtgnike

Хип-хоп-артист
- Кровосток
- Птицу ЕМЪ

Рок/метал-артист
- Sonic Death
- Glintshake
- Труд
- Спасибо

Young Blood
- Гран-при: Oligarkh
- People’s Choice: Sounds of Sputnik
- Специальный приз Jagermeister: 1/2 Orchestra

### 2015
Основные источники
Сингл года
- «I Believe in You» — 5’Nizza
- «Герои» — Sirotkin
- «3 миллиарда ватт» — Самое Большое Простое Число

Видео года
- «Liar» — Pompeya
- «Promised Land» — Esthetix
- «Сёстры» — Самое Большое Простое Число

Группа года
- Pinkshinyultrablast
- Mana Island
- Самое Большое Простое Число

Электроника года
- Mujuice
- Pixelord
- Summer of Haze

Хип-хоп года
- Кровосток
- Lapti
- Скриптонит

Рок года
- The Jack Wood
- Pinkshinyultrablast
- Буерак

DJ года
- Леонид Липелис
- DJ Tactics
- Maiden Obey

Лейбл года
- Hyperboloid
- UP!UP!UP!
- Gazgolder

Событие года
- «Outline Festival»
- «Пикник «Афиши»»
- «Скотобойня»

Young Blood
- Гран-при: Sirotkin
- People’s Choice: Hann with Gun
- Специальный приз Jagermeister: Pale Crow
- Специальный приз Xuman Records: Cricket Captains

### 2016
Основной источник
Сингл года
- «Интро» — Грибы
- «Возвращайся домой» — Mujuice & Земфира
- «Патимейкер» — Пика

Видео года
- «Nothing» — Tesla Boy
- «Интро» — Грибы
- «Слово пацана» — Макс Корж

Группа года
- ГШ
- Буерак
- Грибы

Электроника года
- Kedr Livanskiy
- Cape Cod
- Moa Pillar

Хип-хоп года
- Oxxxymiron
- Pharaoh
- Скриптонит

Рок года
- ГШ
- Буерак
- Пасош

DJ года
- Нина Кравиц
- Леонид Липелис
- Никита Забелин

Лейбл года
- Kometa Music
- Kruzheva
- Hyperboloid

Событие года
- Фестиваль «Боль»
- Moscow Music Week
- Арт-пространство «Кругозор»

Young Blood
- Гран-при: Angelic Milk
- People’s Choice: Woodju
- Специальный приз Jagermeister: Bumble Beezy

### 2017
Основные источники
Сингл года
- «Тает лёд» — Грибы
- «Татарин» — АИГЕЛ
- «Монетка» — ЛСП

Видео года
- «Татарин» — АИГЕЛ
- «Бейся сердце» — Sirotkin
- «Collaba» — Иван Дорн

Группа года
- ЛСП
- Пасош
- Пошлая Молли

Электроника года
- Kedr Livanskiy
- IC3PEAK
- Moa Pillar

Хип-хоп года
- Хаски
- Pharaoh
- ЛСП

Рок года
- Пошлая Молли
- Буерак
- Пасош

DJ года
- Леонид Липелис
- Hipushit
- София Родина

Лейбл года
- Hyperboloid
- Kruzheva Music
- Masterskaya

Событие года
- Баттл Oxxxymiron и Славы КПСС
- Фестиваль «Present Perfect»
- Фестиваль «Боль»

Young Blood
- Гран-при: Антоха MC
- People’s Choice
  - Россия: Cloud Maze
  - Украина: Ghetto Prime
  - Казахстан: Jorjo Liani
  - Беларусь: Shuma
- Специальный приз Jagermeister: ЛАУД x Kreem, [O]

Вклад в индустрию
- Наташа Abelle

### 2018
Основные источники
Сингл года
- «Каждый раз» — Монеточка
- «Мамбл» — GONE.Fludd
- «У нас есть всё» — Самое Большое Простое Число

Видео года
- «Иуда» — Хаски
- «1999/17:05/ Друг» — Самое Большое Простое Число
- «90» — Монеточка

Группа года
- Монеточка
- Shortparis
- Комсомольск

Электроника года
- IC3PEAK
- Cream Soda
- Лауд

Хип-хоп года
- Хаски
- Face
- GONE.Fludd

Рок года
- Казускома
- Гречка
- Пошлая Молли

DJ года
- Simple Symmetry
- Shutta
- Леонид Липелис

Лейбл года
- Ionoff Music
- Booking Machine
- Hyperboloid

Событие года
- Фестиваль «Боль»
- Фестиваль «Present Perfect»
- Synthposium

Young Blood
- Гран-при: Хадн дадн
- People’s Choice
  - Россия: Oda Mae
  - Казахстан: Drumattack
  - Беларусь: Lexy Weaver
- Специальный приз Jagermeister: Кассета 91, Sroma Hochet, Low Pulse

Вклад в индустрию
- Концертное агентство Pop Farm
- Александр Ионов (Ionoff Music)
- Степан Казарьян

### 2019
Основные источники
Сингл года
- «Страшно» — Shortparis
- «NBA» — RSAC, Ella
- «Никаких больше вечеринок» — Cream Soda

Видео года
- «Страшно» — Shortparis
- «Всё как у людей» — Noize MC
- «Никаких больше вечеринок» — Cream Soda

Группа года
- Shortparis
- Cream Soda
- Самое большое простое число

Электроника года
- Shadowax / Ishome
- Cream Soda
- Kedr Livanskiy

Хип-хоп года
- Масло чёрного тмина
- Boulevard Depo
- Face

Рок года
- Петля Пристрастия
- Деревянные киты
- Увула

DJ года
- София Родина
- Hipushit
- Леонид Липелис

Лейбл года
- Ored Recording
- Ionoff Music
- «трип»

Событие года
- Фестиваль «Боль»
- Фестиваль «Present Perfect»
- открытие арт-пространства Mutabor

Young Blood
- Гран-при: Блеск Бати
- People’s Choice
  - Россия: Bagauhom
  - Беларусь: Лера Яскевич
- Специальный приз: zavet
- Специальный приз Live Prize в Беларуси: Лиса
- Специальный приз InSimple: Бабба, Ангел
- Специальный приз OneRPM: Ангел

Вклад в индустрию
- Сергей Мудрик
- Концертное агентство Pop Farm
- Степан Казарьян

### 2020
Основные источники
Сингл года
- «Плачу на техно» — Cream Soda, Хлеб
- «August» — Intelligency
- «Plans» — Kate NV

Видео года
- «Никогда-нибудь» — Хаски
- «Plans» — Kate NV
- «Кококо/Структуры не выходят на улицы» — Shortparis

Артист года
- Хаски
- Монеточка
- Kate NV

Комьюнити года
- Лейбл «Домашняя работа»
- Институт музыкальных инициатив
- Фестиваль «Боль»

Beat of Change
- Фестиваль «Не виновата»

#SaveTheNight
- Mutabor
- Roots United
- System 108

Young Blood
- Гран-при: Залив
- People’s Choice
  - Россия: Эмси Нэнси
  - Беларусь: Кастян
  - Казахстан: Turing and The Tankmen
- Специальный приз: Источник
- Специальный приз Live в России: FAVLAV
- Специальный приз Live в Беларуси: Ммарло
- Специальный приз Live в Казахстан: saypink!
- Специальный приз TuneCore & Believe: ЮГ 404
- Проект — YouTube-шоу «По студиям»

Новая реальность
- Институт музыкальных инициатив
- Stay
- «Карантин — это боль»